# Марченко, Григорий Яковлевич
Григорий Яковлевич Марченко (1911, город Полтава Полтавской губернии, теперь Полтавской области — 1981) — советский военный деятель. Член Военного совета — начальник Политуправления Южной группы войск, генерал-майор. Депутат Верховного Совета УССР 5-го созыва (1959—1963 гг.).

## Биография
Член ВКП(б) с 1932 года.
В 1933—1935 г. — в Красной армии. С 1936 г. — снова в Красной армии. Находился на политической работе в войсках.
Участник Великой Отечественной войны. В 1941 году служил старшим инструктором политического отдела 5-й воздушно-десантной бригады Юго-Западного фронта. В 1941—1943 г. — заместитель начальника, начальник политического отдела 13-й гвардейской стрелковой дивизии. В июне 1943—1944 г. — начальник политического отдела — заместитель командира 6-й гвардейской воздушно-десантной дивизии по политической части. В ноябре 1944—1945 г. — заместитель начальника политического отдела 46-й армии.
В 1945—1947 г. — заместитель начальника политического отдела армии. В 1947—1948 г. — заместитель начальника политического управления Южной группы советских войск. В 1948—1949 г. — начальник политического отдела отдельной механизированной армии.
В 1950—1951 г. — заместитель главного военного советника в Корейской народно-демократической республике (КНДР).
В 1951—1954 г. — заместитель начальника политического управления Одесского военного округа.
В 1954—1957 г. — слушатель Высшей военной академии имени Ворошилова.
В сентябре 1957 — августе 1958 г. — начальник политического управления Забайкальского военного округа.
В 1958—1962 г. — член Военного совета — начальник политического управления Южной группы советских войск в Венгрии.
В 1962—1963 г. — старший инспектор Главного политического управления Советской армии и Военно-морского флота.
В 1963—1966 г. — секретарь партийного комитета КПСС Военно-политической академии имени Ленина.
Затем — в отставке.

## Воинское звание
- старший политрук
- старший батальонный комиссар
- подполковник
- полковник
- генерал-майор (18.02.1958)

## Награды
- орден Красного Знамени (13.12.1941, 25.09.1952, 05.11.1954)
- орден Отечественной войны 1-й степени (28.09.1943, 24.04.1945)
- орден Красной Звезды (29.12.1942, 17.05.1951)
- медали